# Fox (Asia)
Fox fue un canal de televisión por suscripción asiático, operado por Disney Channels Worldwide, una subsidiaria de Walt Disney Direct-to-Consumer & International y una división de The Walt Disney Company.

## Historia
En Japón, el canal se lanzó en febrero de 1998 junto con otros canales de Fox como Fox Crime y Fox Life (ahora FOX bs238).
En Asia, el canal estuvo en emisión de prueba en diciembre de 2009, transmitiendo series de televisión de Estados Unidos en bucle. El primer proveedor asiático que llevó a Fox fue SkyCable en Filipinas, que lanzó el canal el 4 de enero de 2010, seguido de StarHub TV en Singapur el 1 de febrero de 2010. Otros proveedores de televisión en toda la región lanzaron el canal posteriormente.
Aproximadamente a mediados de febrero de 2012, la marca Fox se cambió a la marca Fox HD (en la foto) para todos los comerciales de Fox en todos los canales de Fox en las redes de proveedores de televisión de Asia y Filipinas, incluidos los canales que no están en HD. Este cambio es similar al que se hizo para STAR World. La razón de este cambio es desconocida.
A partir de mayo de 2014, todos los comerciales de FOX se agregarán a la página de Facebook cerca de la fecha y la hora que se muestran. La razón de este cambio también es desconocida.
Fox Japón y Fox Corea se consideran separados de la fuente principal, ya que tienen una programación diferente. Sin embargo, están estrechamente vinculados, ya que compartieron la mayoría de sus comerciales y la programación es casi la misma.
Fox Taiwán se lanzó oficialmente el 1 de septiembre de 2012, cuando FOX Showbiz (chino: 娛樂 台) reemplazó a Channel V de Taiwán. La programación asiática de transmisión de esta fuente y algunas de las series estadounidenses se repiten con subtítulos en chino, y la fuente FOX HD Asia está disponible a través de MOD y algunos de los proveedores de cable. La señal pasó a llamarse Fox Taiwán en enero de 2014 y se emite tanto programas locales como extranjeros.
En 2020, con la expansión de la marca Star a nivel internacional, Tcast, el licenciatario de los canales de Fox en Corea del Sur, anunció que había rescindido su acuerdo de licencia con The Walt Disney Company Korea y cambió el nombre de sus canales a partir del 1 de enero de 2021. Fox fue rebautizado como Ch NOW en ese país y eliminó todo el contenido relacionado con 20th Century Studios, manteniendo la emisión de todas los programas externos a Disney.
El 27 de abril de 2021, Disney anuncio cerrará 18 canales en el sudeste asiático y Hong Kong (Fox, Fox Crime, Fox Life, FX, Disney Junior, Disney Channel, Nat Geo People, Fox Movies, Fox Action Movies, Fox Family Movies, Star Movies China, SCM Legend y cinco canales deportivos) a partir del 1 de octubre de ese año, para concentrarse en la expansión de Disney+ en esa región.
El 1 de enero de 2022, Fox Taiwán cambiará de nombre a Star World, siendo un regreso de dicho canal en aquel país después de su cierre el 1 de febrero de 2020.

## Feeds del canal
- Fox (Asia)
- Fox (Japón)
- Fox (India)
- Fox (Corea) – codueño junto con Tcast
- Fox (Tailandia)
- Fox (Taiwán)
- Fox (Filipinas)
- Fox (Vietnam)